# ひとびとの跫音
『ひとびとの跫音』（ひとびとのあしおと）は、司馬遼太郎の長編小説。
1979年から1980年にかけ、月刊誌『中央公論』に連載された。1981年に、中央公論社より単行本 上・下で刊行、同年度の第33回読売文学賞小説賞を受賞。

## 概要
正岡子規の妹・律の養子で、阪急電鉄の車掌、阪急百貨店の職員であった正岡忠三郎を主人公に、忠三郎の友人であったぬやま・ひろし（西沢隆二）らとの交友を描く。
司馬作品としては、例外的に昭和の戦後の記述も含めた上に、世間的にはほとんど無名といっていい人物を主人公に据え、『街道をゆく』などのエッセイと小説の中間をゆく司馬の作風を極端におしすすめた筆致で記されており、きわめて独自な作風であると評されている。

## 書誌
単行本
- （中央公論社、1981年7月、上・下）、電子書籍版も刊
- （中央公論新社、2009年、全1巻） ISBN 4-12-004050-X
- 司馬遼太郎全集（50）（文藝春秋、1984年、第2期刊の最終巻） ISBN 4-16-510500-7

文庫本（桶谷秀昭解説）
- （中公文庫、1983年） 上 ISBN 4-12-201055-1、下 ISBN 4-12-201063-2
- （中公文庫、改版1995年） 上 ISBN 4-12-202242-8、下 ISBN 4-12-202243-6